# Christian Oerlemans
C.J. (Christian) Oerlemans (1937) is een Nederlands schrijver.

## Biografie
Oerlemans was van 1969 tot 1989 creatief directeur en mede-eigenaar van reclamebureau Geudeker/Oerlemans (kortweg: GO), dat na de fusie met het Franse RSCG in 1988 bekend werd als GO/RSCG. Met dit bureau bedacht en ontwikkelde hij voor Centraal Beheer het concept Even Apeldoorn bellen.
In 1978 ging hij zich toeleggen op het schrijven van boeken en gedichten. Hij schreef enkele thrillers, waaronder De kale tante, Het Shannonincident en Het Klan Komplot, en romans, waaronder Het slechte pad, De Carrière en de dood  en Op weg naar de Noordkaap. Daarnaast schreef hij voor het literaire tijdschrift Extaze, dat tijdens de coronapandemie werd opgeheven. Voor de Art Directors Club Nederland (ADCN) schreef hij het boek bij het 25-jarig Jubileum: "En toen ging er een lampje branden". Zijn laatste boek (2023) is getiteld Wakkere nachten en bevat 18 verhalen die bijna een heel leven omspannen.
Oerlemans is tevens ervaringsdeskundige op het gebied van prostaatkanker (sinds 2012) en schrijft columns voor het tijdschrift Nieuws van de Prostaatkanker Stichting. Ook schreef hij op basis van zijn ervaring het boek Mannen, je sluipmoordenaar heet testosteron, o.a. aanwezig in de bibliotheek en ook als luisterboek.